# Átjáró (regény)
Az Átjáró (angolul: Gateway) Frederik Pohl tudományos-fantasztikus regénye, amely először a Galaxy magazin 1976 novemberi, decemberi, illetve 1977 márciusi számaiban jelent meg három részben, majd pedig könyv formájában 1977 márciusában a St. Martin's Press kiadónál. Magyarországon először Az Átjáró címmel jelent meg 1991-ben a Galaktika Baráti Kör sorozatban, Nagy Sándor fordításában, majd Átjáró címmel 2004-ben az Ulpius-ház Könyvkiadó kiadásában.
A könyv 1977-ben elnyerte a Nebula-díjat regény kategóriában, majd 1978-ban a Hugo-díjat, illetve a John W. Campbell-díjat.

## Történet
|  | Alább a cselekmény részletei következnek! |

Az Átjáró aszteroidát a hícsík készítették űrkikötőként még az ember megjelenése előtt. A hícsík azonban már régen eltűntek valahova, és csak néhány, az átjáróhoz hasonló objektumot hagytak maguk után. Az első hícsí nyomokat a Vénuszon találták az emberek, ahol az egyik felfedező talált egy hícsí űrhajót is, amit véletlenül beindított, az pedig automatikusan az Átjáróhoz vitte. A hajó irányításához nem értett, így az Átjárót nem tudta elhagyni, de mielőtt meghalt volna sikerült jelzéseket leadnia, amelyek segítségével már a földi űrhajók is meg tudták találni az aszteroidát.
Az űrkikötő dokkjaiban majdnem ezer kisméretű hícsí űrhajó volt. A legtöbbjük még működőképes állapotban. Használatba vételük azonban igen kockázatos szerencsejátéknak bizonyult, tekintettel arra, hogy a sokkal fejlettebb hícsí technológia alapjait az emberek nem ismerték, és a hajók irányításáról is csak nagyon keveset tudtak. A hajókat nem sikerült lemásolni sem. A hajók irányításához használt szerkezetekkel be tudták ugyan állítani a célállomásokat, de senki sem tudta előre, hogy ezek a célállomások hol lesznek és az út milyen hosszan fog tartani. Indulás után pedig nem volt szabad megváltoztatni a beállításokat, mert azok a hajók, amelyeken ezt megpróbálták, soha többet nem tértek vissza. Rengeteg célpont vezetett érdektelen helyekre, vagy éppen halálos veszedelembe, illetve egyes célpontok esetében olyan hosszú volt az út, hogy a legénység kifogyott az élelemből, mielőtt visszaérhettek volna. Azonban egy-két célpont nagyon értékes és jelentős lelőhelyekhez vezetett. Ha minden jól ment, akkor a hajók automatikusan visszatértek az Átjáróhoz. A hícsí hajók három méretben álltak rendelkezésre az átjárón: voltak egyesek, hármasok és ötösök, amelyekben az ellátmányon kívül maximum egy, három, illetve öt fő legénység utazhatott. Mindegyik hajóhoz tartozott leszállóegység is, amellyel a célállomáson található közeli bolygókra vagy egyéb objektumokra lehetett leszállni, ha találtak ilyet.
A történet főszereplője Robinette Broadhead, egy egyszerű amerikai munkás, aki egyszer csak megnyeri a főnyereményt a lottón. A nyereményt azonban újra kockára teszi azáltal, hogy az egészet arra költi, hogy eljuthasson az Átjáróra és szerencsét próbálhasson a hícsí hajók valamelyikével. Amikor azonban megérkezik, inába száll a bátorsága, és addig húzza az időt az indulással, amíg teljesen ki nem fogy minden pénzéből. Az első útja ráadásul teljesen eredménytelen, nem hozza meg a várt gazdagságot. A második látszólag még ennél is kiábrándítóbb eredménnyel jár: másodszor is felfedezi az Átjáró Kettőt, a másik, kisebb hícsí űrkikötőt, amit azonban előtte már mások felfedeztek. Ráadásul ezen az útján csalódottságában tönkreteszi az egyest, amivel elindult. Harmadik útja egy különleges küldetés, amellyel az Átjárón dolgozó tudósok egy új elméletüket akarják tesztelni: két ötöst indítanak útnak egyszerre ugyanarra célállomásra egymás után, minimális követési távolsággal. Broadhead sikeresen felvételizik a tízfős legénységbe az Átjárón megismert szerelmével, Gelle-Klara Moynlinnal együtt. Amikor a két hajó egyszerre megérkezik az ismeretlen célállomásra, a lehető legveszélyesebb helyen találják magukat: egy fekete lyuk vonzásában.
A két hajónak külön-külön nincs esélye szabadulni a fekete lyuk gravitációjából. Megpróbálják ezért összekapcsolni a két ötöst, a teljes ellátmányt az egyikbe rakodni, a teljes személyzetet pedig a másikba. A terv szerint az embereket szállító hajó azáltal szabadulhat a fekete lyuk fogságából, hogy a másik hajót még mélyebbre löki a fekete lyukba, ezáltal gyűjtve elegendő kezdősebességet a szabaduláshoz. Az átpakolási manőverbe azonban kis hiba csúszik, és Broadhead az ellátmányos hajóban reked. Mint kiderül, szerencséjére: a fekete lyukból való elszabaduláshoz szükséges kezdősebességet az ő hajója kapja meg, míg a másik örökre bennragad a fekete lyukban.
Az Átjáróra visszatérve hősként fogadják, és egyetlen „túlélőként” gazdag ember lesz, hiszen megkapja az előre kitűzött jutalmat a teljes tízfős legénység helyett. Azonban folyamatosan önmagát hibáztatja társai és szerelme elvesztéséért, állandó bűntudattal küzd, amit egy Sigfrid von Shrink nevű mesterséges intelligencia segítségével próbál kezeltetni. A Sigfrid program rendszeres pszichoanalitikai foglalkozásokon elemzi őt és próbálja rávenni, hogy nézzen szembe a saját múltjával és érzelmeivel.
A regény cselekménye a páros számú fejezetekben játszódik, a páratlan számú fejezetek pedig a Bob és Sigfrid közötti pszichoterápiás beszélgetéseken keresztül visszaemlékezésként tárgyalják a történteket. A szövegben a cselekményt megszakítva különböző fiktív jelentések, technikai adatlapok, tudományos előadásvázlatok találhatóak.
|  | Itt a vége a cselekmény részletezésének! |

## Megjelenések

### angol nyelven
1. Gateway, Galaxy Science Fiction, UPD Publishing Corporation, 1976 nov., dec., 1977 márc.[2]
2. Gateway, St. Martin's Press, 1977[2]

### magyarul
1. Az átjáró; ford. Nagy Sándor; Móra, Budapest, 1991
2. Átjáró, Ulpius-ház Könyvkiadó, Budapest, 2004, ford.: Nagy Sándor